# Гамалия, Вадим Александрович
Вадим Александрович Гамалия (Гамалея) (1935—1995) — советский и российский композитор, автор эстрадных песен, а также музыки к кинофильмам и мультфильмам. Член Союза композиторов СССР и РФ.

## Биография
Родился в городе Ростов-на-Дону.
Окончил Ростовское училище искусств и московскую консерваторию. Известен как автор нескольких десятков песен, в том числе суперхита 1970-х «Строгий капрал» (Как хорошо быть генералом…), исполнявшегося Вадимом Мулерманом и Эдуардом Хилем. Песни В. Гамалия исполняли многие популярные певцы советской и российской эстрады: Иосиф Кобзон, Галина Ненашева, Нина Бродская, Гелена Великанова, Аида Ведищева, Вахтанг Кикабидзе, Лев Лещенко, Юрий Гуляев, Юрий Богатиков, Раиса Неменова, Анна Герман, Ольга Воронец, Владимир Макаров, Валентина Толкунова, Эдита Пьеха, вокальный квартет «Аккорд», Юрий Никулин, Ирина Отиева и другие.
В. Гамалия — автор музыки для кино и мультфильмов, среди которых — мультфильм «Варежка» реж. Романа Качанова, получивший премии на нескольких кинофестивалях.
Сотрудничал с группой «Земляне», сочиняя не только музыку, но и тексты (под псевдонимом Л.Ярмолюк).

## Гибель
Злоупотреблял алкоголем. Был ограблен и убит в день своего шестидесятилетия в Москве на Тверской улице. Похоронен на Хованском кладбище .

## Фильмография
- 1963 — Понедельник — день тяжелый — фильм, реж. И. Лукинский
- 1966 — Жу-жу-жу — мультфильм
- 1966 — И у нас (сюжет из киножурнала «Фитиль» N 43) — мультфильм
- 1966 — Хвосты — мультфильм
- 1967 — Эврика! (сюжет из киножурнала «Фитиль» N 64) — мультфильм
- 1967 — Варежка — мультфильм
- 1968 — Соперники — мультфильм
- 1969 — Похищение (в соавторстве) — музыкальный фильм, реж. Ю. Сааков
- 1970 — Тайна железной двери — фильм для детей

## Дискография
- «Дельтаплан[7]» (1983, фирма «Мелодия») — песни Вадима Гамалия в исполнении группы «Земляне».
  - «Аттракцион» (Л. Ярмолюк) — 2,35;
  - «Бокс» (Я. Гальперин) — 3,22;
  - «Я еду к тебе» (Я. Гальперин) — 3,35;
  - «Дельтаплан» (Л. Ярмолюк) — 3,07.